# Rudi Bertram
Rudolf (Rudi) Bertram (* 17. Oktober 1955 in Eschweiler) war von 1999 bis 2020 hauptamtlicher Bürgermeister der Stadt Eschweiler und Mitglied der SPD. Er sitzt ferner im Beirat der EVS EUREGIO Verkehrsschienennetz GmbH (EVS). Am 9. Dezember 2016 wurde ihm die Ehrennadel der Sozialdemokratischen Gemeinschaft für Kommunalpolitik (SGK) verliehen.

## Leben
Nach einer Ausbildung zum Verwaltungsfachangestellten bei der Stadtverwaltung Eschweiler machte Bertram 1981 den Abschluss als Diplom-Verwaltungswirt. In der Eschweiler Politik war er von 1991 bis 1999 Leiter des Fachbereichs für Schulen, Kultur und Sport sowie von 1991 bis 1999 Personalratsvorsitzender.
Bertram war ab 1999 Bürgermeister der Stadt Eschweiler. Am 12. September 1999 wurde er bei der ersten Direktwahl mit 51,5 % der Stimmen gewählt und am 24. September 2004 mit 72,5 % und am 30. August 2009 mit 72,0 % wiedergewählt. Bei der Bürgermeisterwahl am 25. Mai 2014 erhielt er mit 68,72 % der abgegebenen Stimmen erneut die absolute Mehrheit. 2020 trat er nicht mehr zur Wiederwahl an, seine Nachfolgerin wurde Nadine Leonhardt, ebenfalls SPD.
Bertram ist verheiratet mit Hedi Bertram.
Nach seinem verstorbenen Vater Willi Bertram, Ratsherr der SPD-Fraktion im Rat der Stadt Eschweiler und von 1975 bis 1990 Vorsitzender des SV Falke Bergrath, ist in Eschweiler das „Willi-Bertram-Stadion“ benannt.